# Луцький ботанічний сад
Ботанічний сад «Воли́нь» (Лу́цький ботані́чний сад) — ботанічний сад загальнодержавного значення в Україні. Розташований у місті Луцьку, складається з двох ділянок: 1) на правобережжі річки Стир — вздовж річки Сапалаївки (10 га); 2) на лівобережжі річки Стир — на вулиці Потебні (нова ділянка, 10 га). 
Перебуває у віданні Волинського національного університету імені Лесі Українки. 

## Історія
Територію вздовж річки Сапалаївки на місці нинішнього ботанічного саду з 1934 року польським урядом планувалося облаштувати під зону відпочинку. Після Другої світової війни там було створено парк імені радянського військового та політичного діяча Климента Ворошилова. У 1950-х роках один зі схилів парку використали для спорудження Луцької дитячої залізниці. 
Ботанічний сад на території парку заснували у 1977 році як місце, де Луцький державний педагогічний інститут імені Лесі Українки може проводити досліди. Загальна площа складала тоді 10 га. Сучасний статус пам'ятки природи загальнодержавного значення отримав 1983 року. Після розпаду СРСР сад став занепадати через відсутність догляду. В 2001 році співробітники Ботанічного саду Національної академії наук України обстежили сад і зробили висновок, що він не підпадає під категорію ботанічних садів з причини занедбаності. Університет почав шукати інше місце під ботанічний сад — у 2004 році було виділено і затверджено нову додаткову ділянку на вулиці Потебні (площею 10 га) на лівій надзаплавній терасі річки Стир.
Отже, ботанічний сад «Волинь» складається з двох однакових за площею ділянок у різних частинах міста. У 2010 році фахівці факультету ландшафтної архітектури й екологічного планування Вищої технічної школи Східна Вестфалія-Ліппе з Німеччини розробили із науковцями ВНУ новий проєкт ботанічного саду. Втілення проєкту було розраховане на 4 роки. Тоді й виникла узагальнювальна назва «ботанічний сад „Волинь“», яка в проєкті стосувалася лише лівобережної ділянки. Реалізацію плану було призупинено через фінансові проблеми, пов'язані з російською збройною агресією на Сході України. Надалі догляд за ботанічним садом обмежується періодичним прибиранням території.
У 2018 році Мінприроди повідомило, що едельвейси, женьшень, сакура та інші унікальні рослини, які дозволяли називати територію ботанічним садом, більше там не зростають. Реальна площа ботсаду (лівобережна ділянка) складала до того часу більше 7 га замість 10 за документами через збільшення навколишньої забудови. Рослини при цьому займали лише 2 га. Представники Управління екології та представники Луцької міської ради пропонували змінити статус території з ботанічного саду на парк-пам’ятку.

## Рослини ботанічного саду
Свого часу у ботанічному саду на його первісній території росли до 50 видів дерев, з-поміж них: тюльпанове дерево, платан західний, граб, клен, дуб, вільха, верба, каштан, липа, ялина, сосна, тополя, горобина, береза, катальпа, ліщина, маслина, сакура. А також до 200 видів інших рослин: калина, кивильник, спірея, самшит, барбарис, бузина, жимолость, магонія, крушина, едельвейси, лілеї, родіоли, астільби (всього до 200 видів рослин).
На лівобережній території ботанічного саду «Волинь» розташована ботанічна пам'ятка природи місцевого значення «Платан західний».
За результатами ботанічної  інвентаризації 2009–2011 років, на ділянці ботанічного саду на вулиці Потебні зростали 63 види рослин, зокрема лопух великий, полин однорічний, тонколучник однорічний, клен, тополя, верба, полин, хвощ, молочай, подорожник, конюшина. Виявлено 1 вид, занесений до Червоної книги України, – коручку широколисту, та 2 регіонально рідкісних – хвощ великий і костриця найвища. Висаджувалися щитник остистий, щитник чоловічий, лілія лісова, плющ звичайний, альдрованда пухирчаста.

## Культурне значення
На правобережній ділянці ботанічного саду «Волинь» біля р. Сапалаївка розташований неофіційний символ міста Луцька — «Луцьке слоненя». Це — колишній фонтан зі скульптурою слона (початково зображав героїв байки Івана Крилова «Слон і Моська»), споруджений у 1950-х рр. Традиційно він щороку перефарбовується ентузіастами, котрі також доглядають за навколишньою ділянкою ботанічного саду. В червні 2017 недіючий вже багато років фонтан було перероблено на квітник, а скульптуру слона відремонтовано.

## Галерея

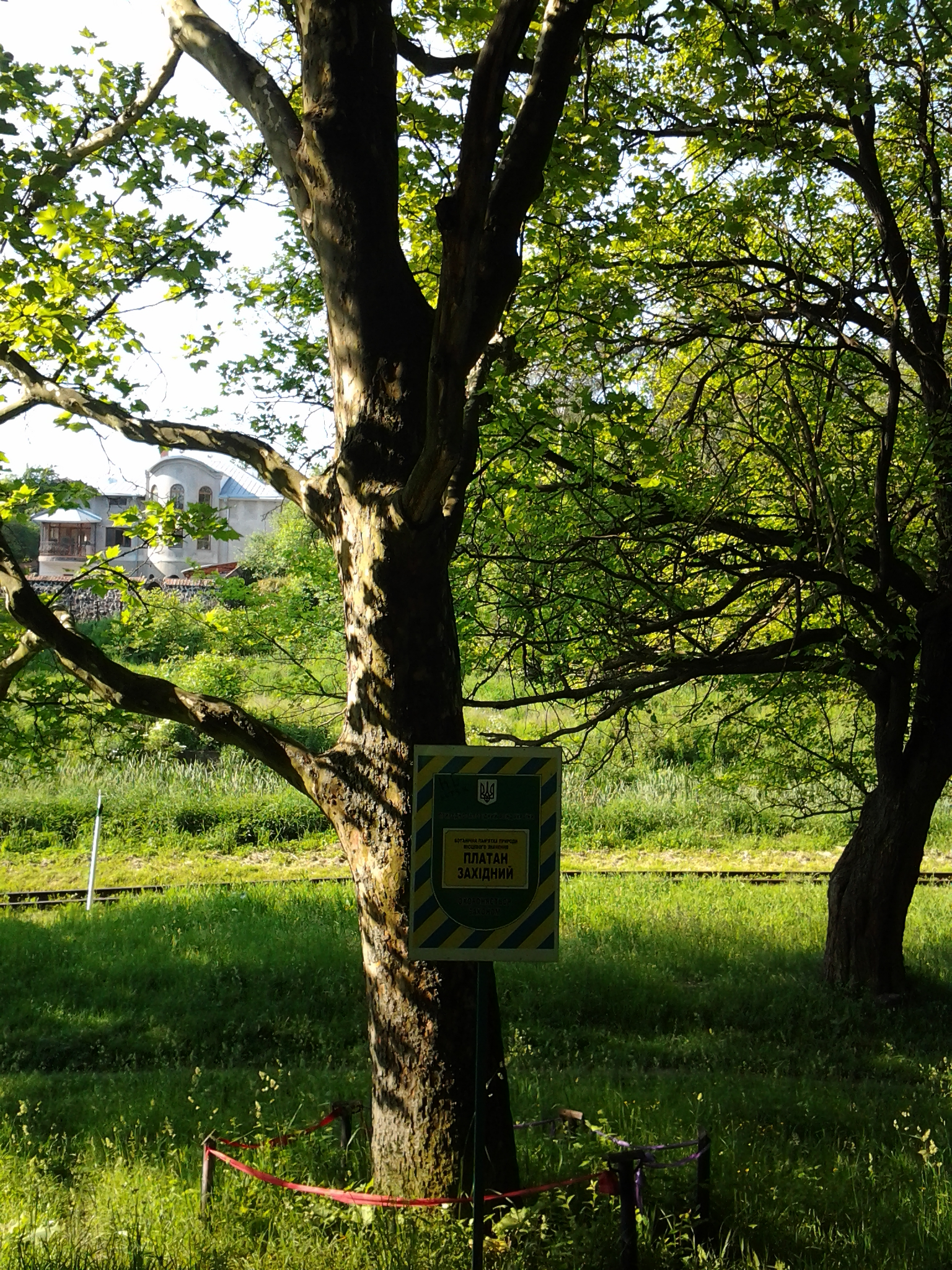
Платан західний
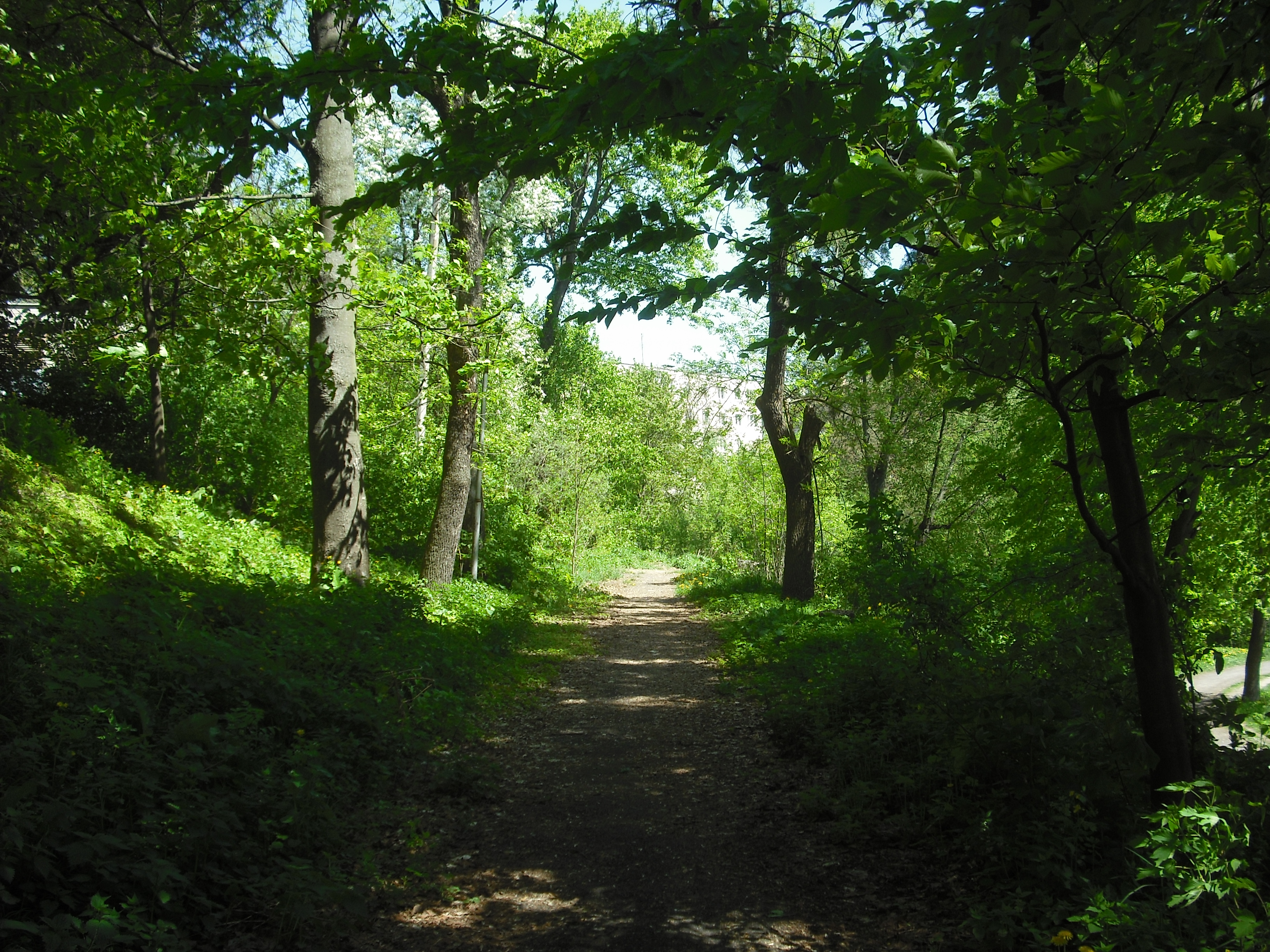
Доріжка на правому березі Сапалаївки
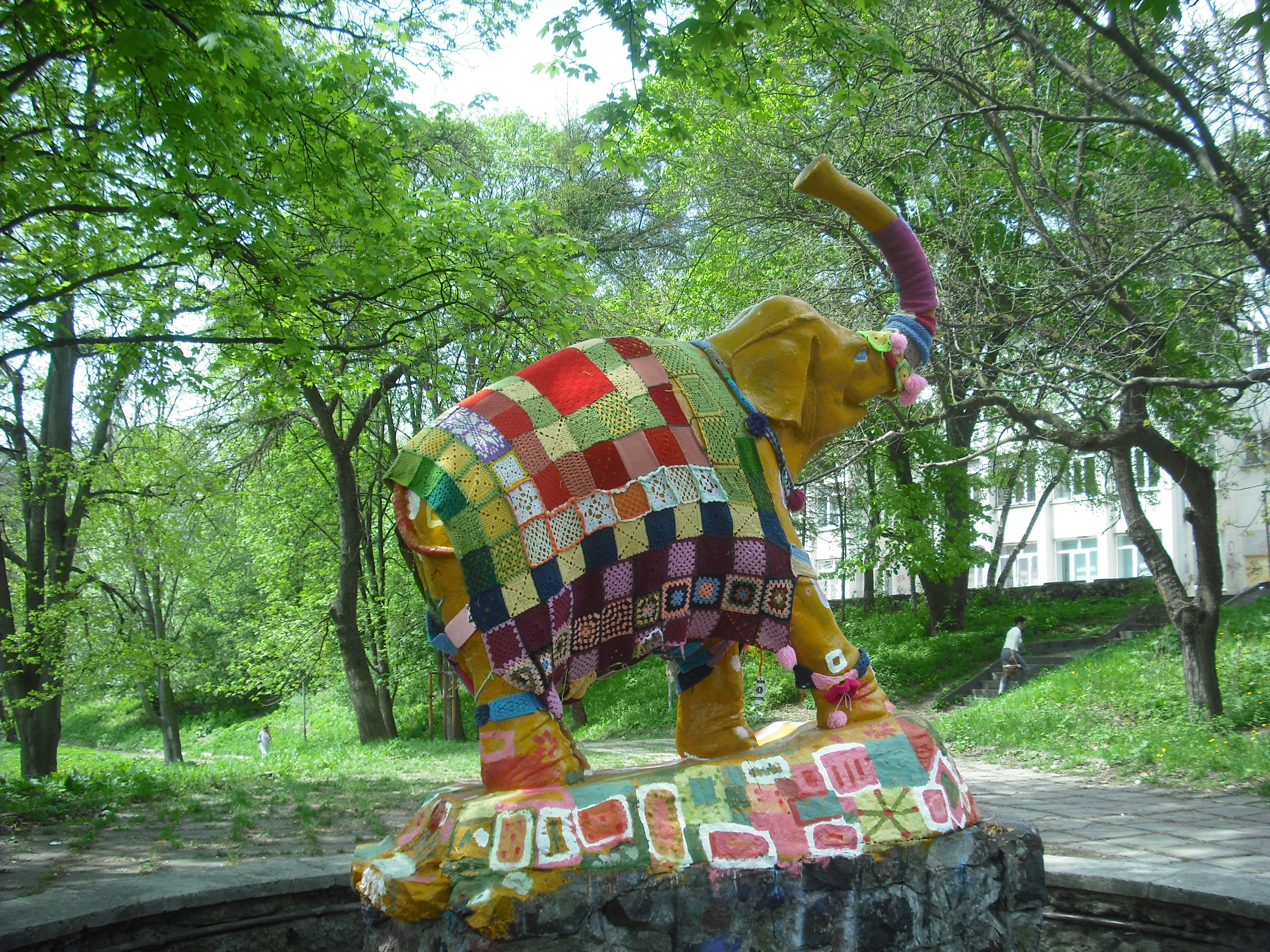
Луцьке слоненя, 2013 р.
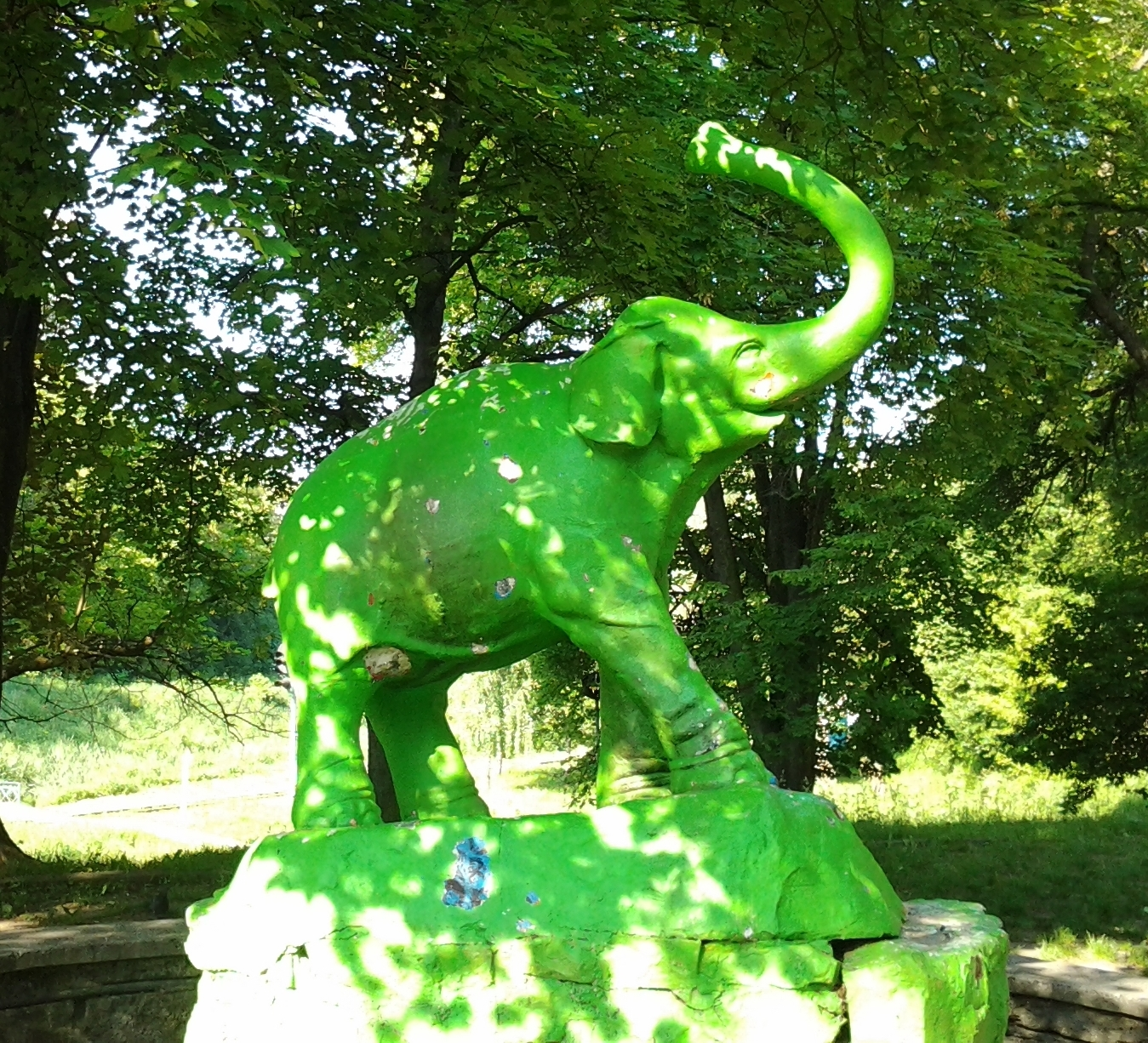
Луцьке слоненя, 2016 р.
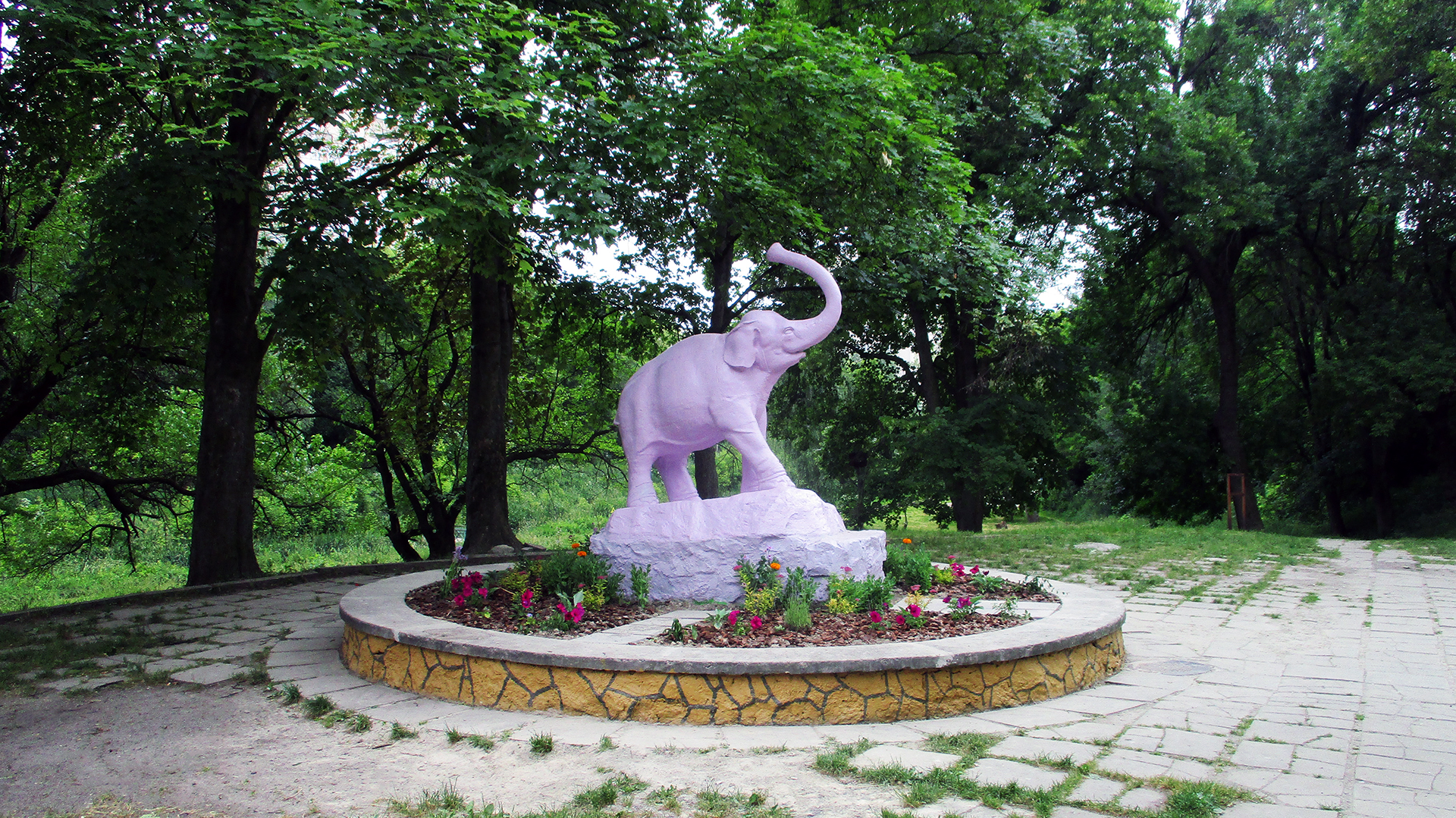
Після переробки фонтану, 2017 р.
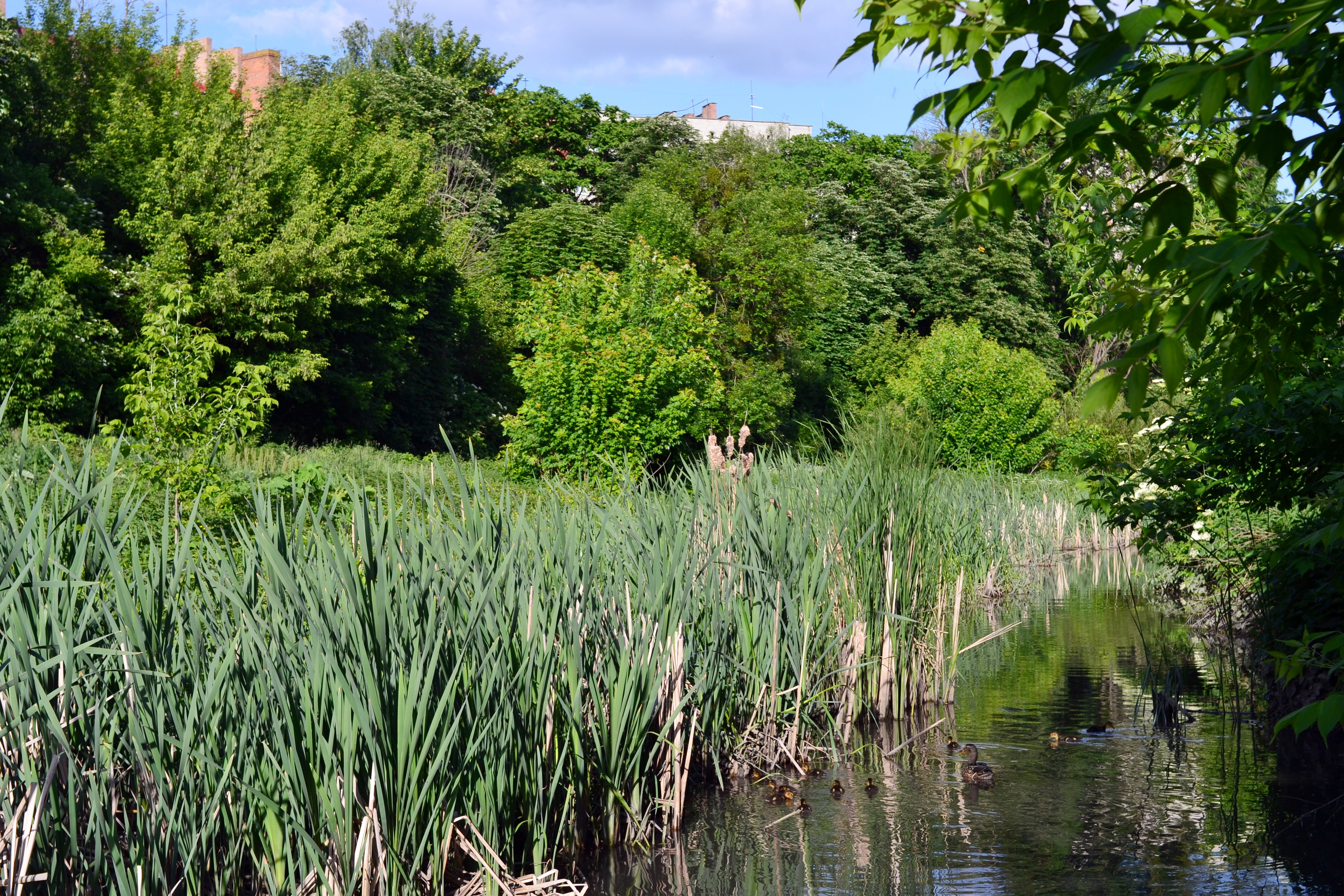
Біля річки Сапалаївки (вид з містка)
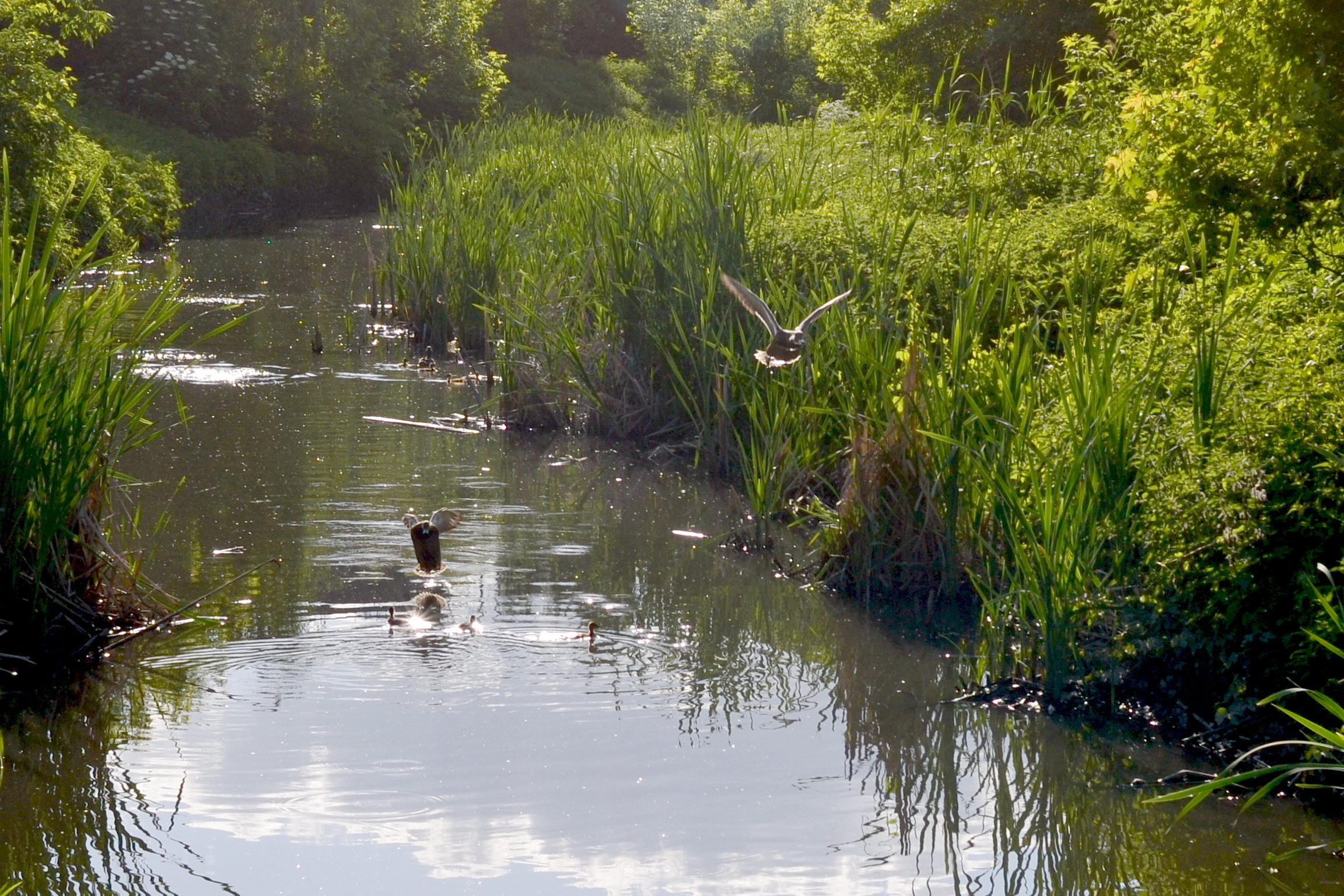
Біля річки Сапалаївки. Качки
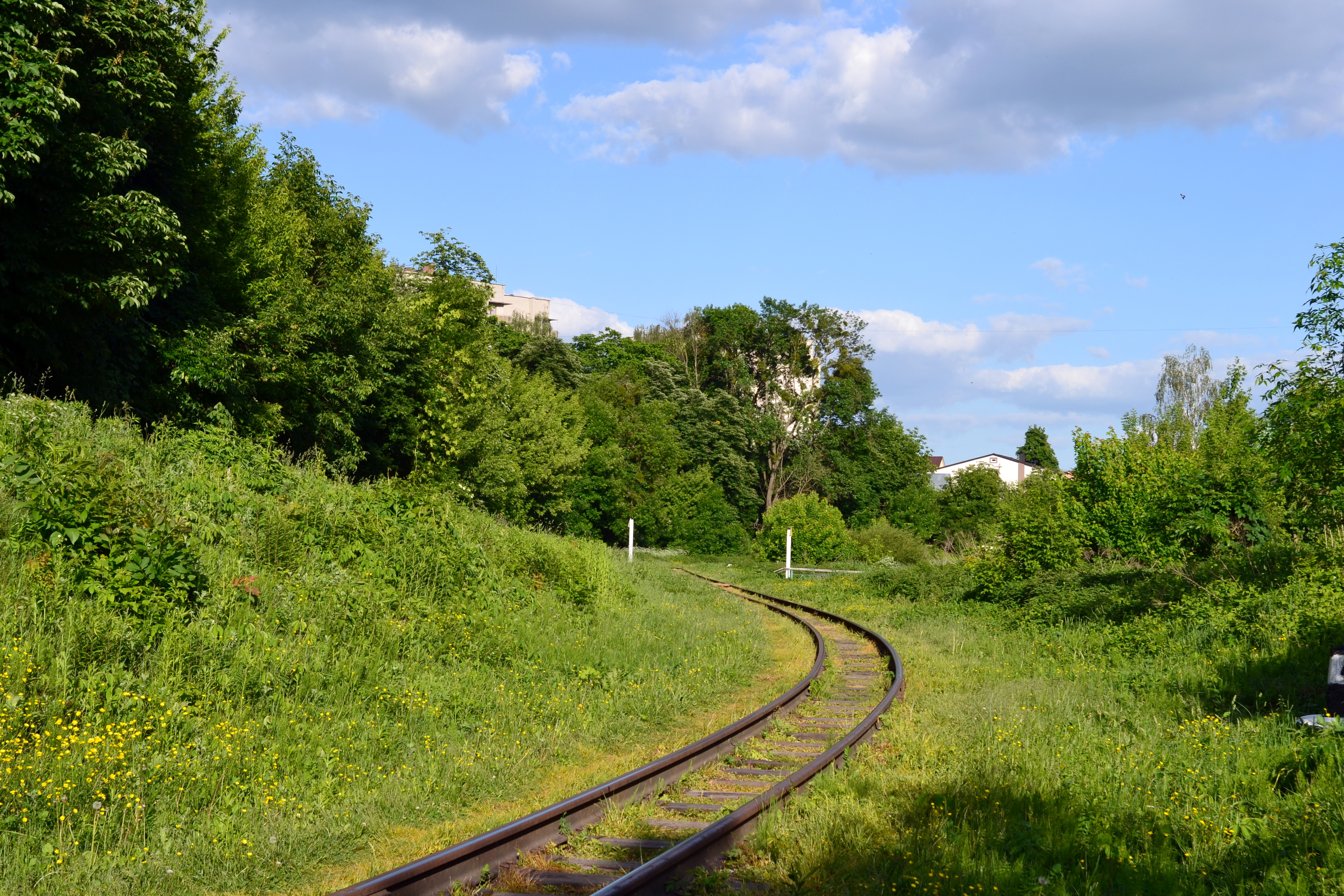
Біля дитячої залізниці